# Fournet-Blancheroche
Ne doit pas être confondu avec Fournets-Luisans.
Pour les articles homonymes, voir Fournet.
Fournet-Blancheroche est une commune française située dans le département du Doubs, la région culturelle et historique de Franche-Comté et la région administrative Bourgogne-Franche-Comté.
Les habitants de Fournet-Blancheroche sont appelés les Fournets et  Fournettes.

### Communes limitrophes

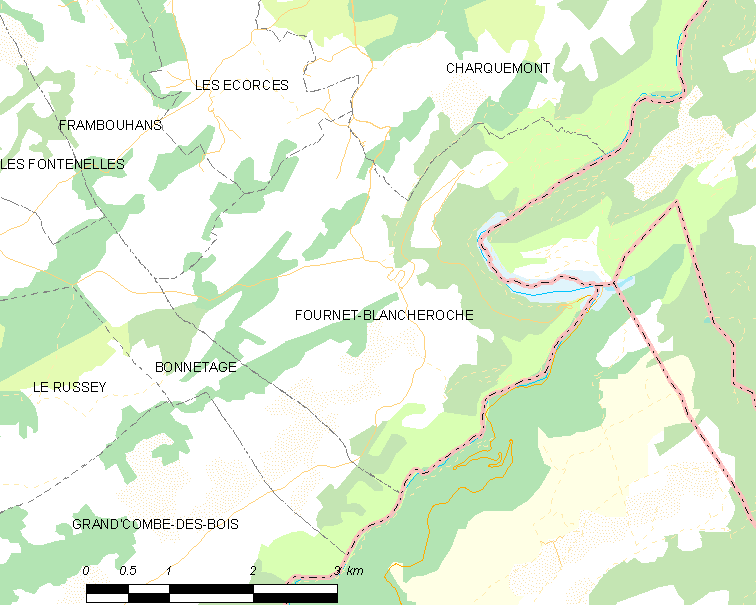
Carte de la commune de Fournet-Blancheroche et des proches communes.

## Géographie

### Relief
Le Grand Mont culmine à 1 049 mètres d'altitude.

### Hydrographie
La commune est longée à l'est par le Doubs (rivière) sur lequel se trouve le lac de Biaufond.

### Climat
Pour des articles plus généraux, voir Climat de la Bourgogne-Franche-Comté et Climat du Doubs.
En 2010, le climat de la commune est de type climat de montagne, selon une étude du Centre national de la recherche scientifique s'appuyant sur une série de données couvrant la période 1971-2000. En 2020, Météo-France publie une typologie des climats de la France métropolitaine dans laquelle la commune est exposée à un climat de montagne ou de marges de montagne et est dans la région climatique  Jura, caractérisée par une forte pluviométrie en toutes saisons (1 000 à 1 500 mm/an), des hivers rigoureux et un ensoleillement médiocre. 
Pour la période 1971-2000, la température annuelle moyenne est de 7,1 °C, avec une amplitude thermique annuelle de 16,7 °C. Le cumul annuel moyen de précipitations est de 1 494 mm, avec 12,1 jours de précipitations en janvier et 11,4 jours en juillet. Pour la période 1991-2020, la température moyenne annuelle observée sur la station météorologique de Météo-France la plus proche, « Charquemont », sur la commune de Charquemont à 5 km à vol d'oiseau, est de 8,3 °C et le cumul annuel moyen de précipitations est de 1 575,4 mm. 
La température maximale relevée sur cette station est de 37,2 °C, atteinte le 19 août 2012 ; la température minimale est de −31 °C, atteinte le 9 janvier 1985,,. 
Les paramètres climatiques de la commune ont été estimés pour le milieu du siècle (2041-2070) selon différents scénarios d'émission de gaz à effet de serre à partir des nouvelles projections climatiques de référence DRIAS-2020. Ils sont consultables sur un site dédié publié par Météo-France en novembre 2022.

## Urbanisme

### Typologie
Au 1er janvier 2024, Fournet-Blancheroche est catégorisée commune rurale à habitat dispersé, selon la nouvelle grille communale de densité à 7 niveaux définie par l'Insee en 2022.
Elle est située hors unité urbaine et hors attraction des villes,.

### Occupation des sols
L'occupation des sols de la commune, telle qu'elle ressort de la base de données européenne d’occupation biophysique des sols Corine Land Cover (CLC), est marquée par l'importance des territoires agricoles (50,8 % en 2018), en diminution par rapport à 1990 (51,7 %). La répartition détaillée en 2018 est la suivante : 
forêts (46,3 %), prairies (44 %), zones agricoles hétérogènes (6,8 %), eaux continentales (2,8 %). L'évolution de l’occupation des sols de la commune et de ses infrastructures peut être observée sur les différentes représentations cartographiques du territoire : la carte de Cassini (XVIIIe siècle), la carte d'état-major (1820-1866) et les cartes ou photos aériennes de l'IGN pour la période actuelle (1950 à aujourd'hui).

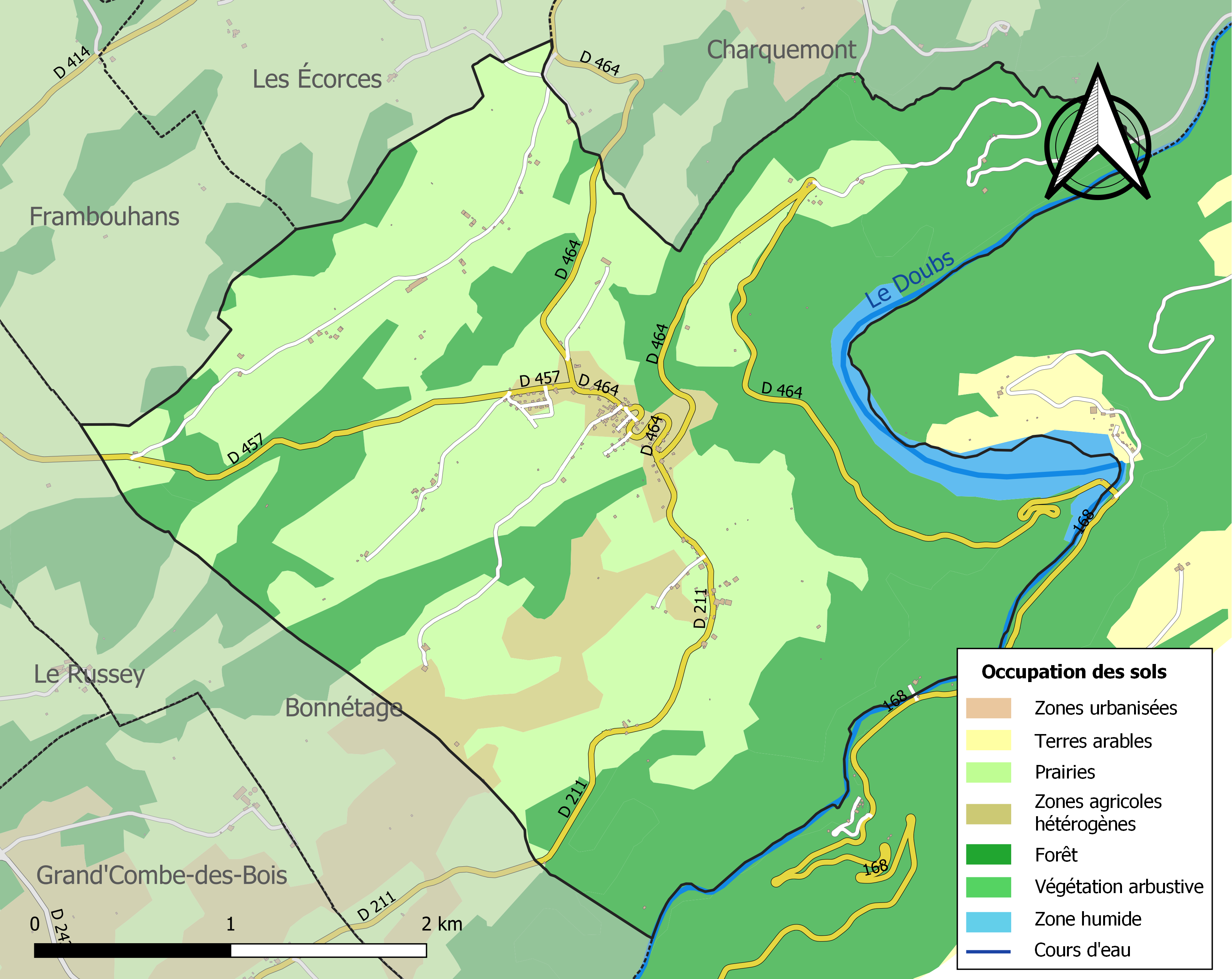
Carte des infrastructures et de l'occupation des sols de la commune en 2018 (CLC).

## Toponymie
La Chapelle des Fournets en 1762 ; La Chapelle-du-Fournet de Cernay en 1822 ; Fournet-Blancheroche depuis 1874.

Du latin furnus, « four » et du suffixe diminutif -ittum.

## Histoire
Sous l'Ancien Régime, l'actuel territoire de Fournet-Blancheroche était appelé La Chapelle, depuis la construction d'une chapelle (1714) érigée en paroisse en 1743 par Antoine-Pierre II de Grammont.
La commune fut créée en 1874 (son territoire relevait auparavant de la commune de Charquemont). Le premier maire en fut François-Xavier Joubert (1874-1878), qui était adjoint de Charquemont depuis 1837.

## Politique et administration
| Période                                  | Période  | Identité           | Étiquette | Qualité |
| ---------------------------------------- | -------- | ------------------ | --------- | ------- |
| mars 2001                                | en cours | Pierre-Jean Wycart | UMP-LR    | Employé |
| Les données manquantes sont à compléter. |          |                    |           |         |

## Démographie
L'évolution du nombre d'habitants est connue à travers les recensements de la population effectués dans la commune depuis 1793. Pour les communes de moins de 10 000 habitants, une enquête de recensement portant sur toute la population est réalisée tous les cinq ans, les populations de référence des années intermédiaires étant quant à elles estimées par interpolation ou extrapolation. Pour la commune, le premier recensement exhaustif entrant dans le cadre du nouveau dispositif a été réalisé en 2008.

En 2022, la commune comptait 351 habitants, en évolution de −4,1 % par rapport à 2016 (Doubs : +1,88 %, France hors Mayotte : +2,11 %).
| 1793 | 1876 | 1881 | 1886 | 1891 | 1896 | 1901 | 1906 | 1911 |
| ---- | ---- | ---- | ---- | ---- | ---- | ---- | ---- | ---- |
| 223  | 653  | 637  | 611  | 665  | 617  | 627  | 528  | 511  |

| 1921 | 1926 | 1931 | 1936 | 1946 | 1954 | 1962 | 1968 | 1975 |
| ---- | ---- | ---- | ---- | ---- | ---- | ---- | ---- | ---- |
| 376  | 400  | 401  | 382  | 351  | 424  | 290  | 232  | 223  |

| 1982 | 1990 | 1999 | 2006 | 2008 | 2013 | 2018 | 2022 | - |
| ---- | ---- | ---- | ---- | ---- | ---- | ---- | ---- | - |
| 215  | 224  | 256  | 320  | 338  | 347  | 348  | 351  | - |

## Lieux et monuments
- Ferme des Louisots (XVe siècle-XIXe siècle), au lieu-dit "les Louisots", avec sa maison-forte, autrefois appelée le "carré de franchise" de la famille Bouhélier.
- chapelle Notre-Dame-du-Bon-Secours, au lieu-dit "les Louisots"[21].
- chapelle Notre-Dame-du-Sacré-Cœur, au lieu-dit la Rasse".
- "Chez Nobis", lieu de culte clandestin des prêtres réfractaires pendant la Révolution, situé dans la forêt, à 400 m de la route des Cerneux-Monnots[22].
- église paroissiale Notre-Dame-des-Victoires (XIXe siècle)
- mairie-école (XIXe siècle)
- belvédère des Philiberts.
- Lac et pont de Biaufond.
- barrage du Refrain.

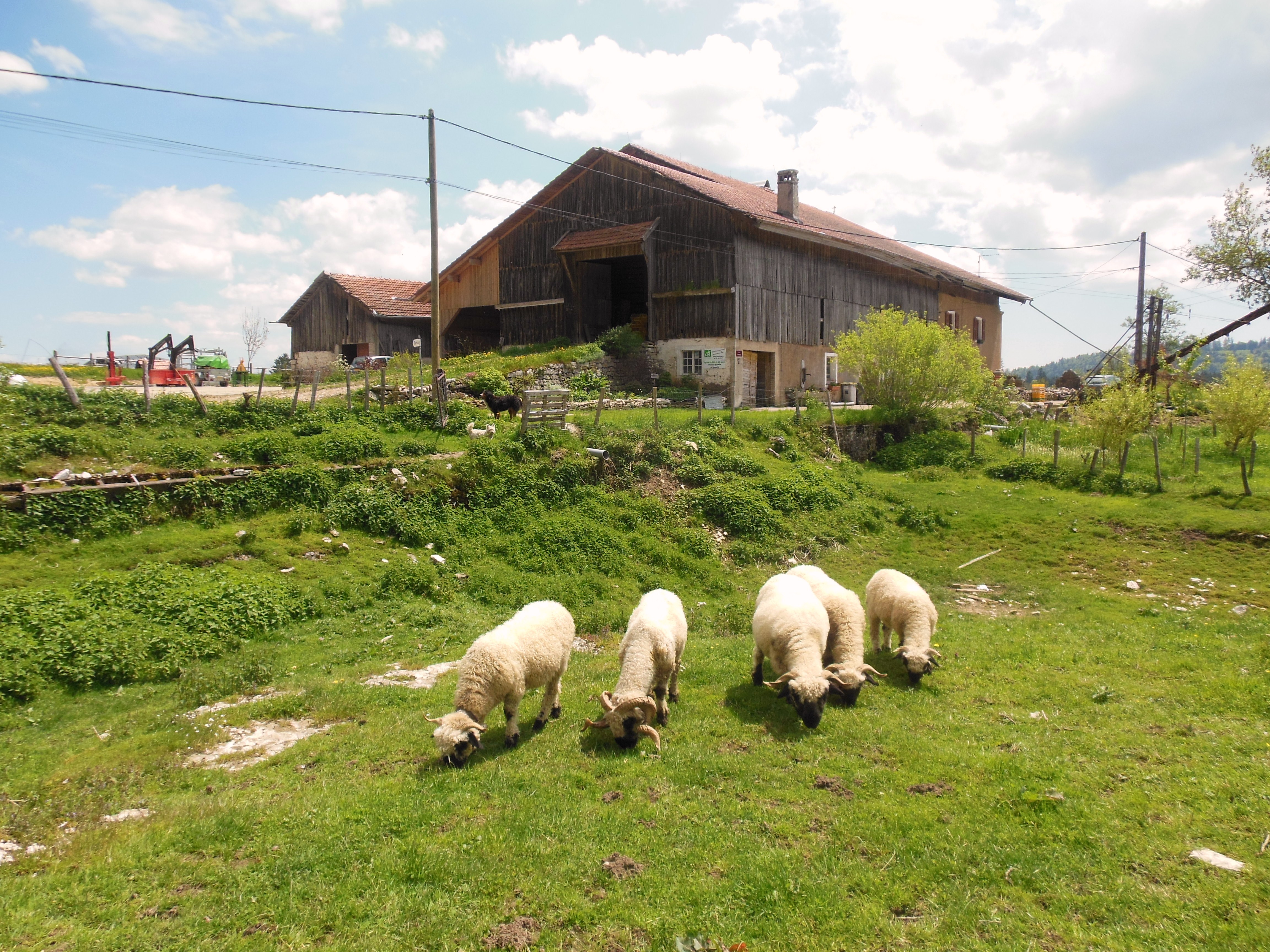
Ferme des Louisots (XVe siècle-XIXe siècle)
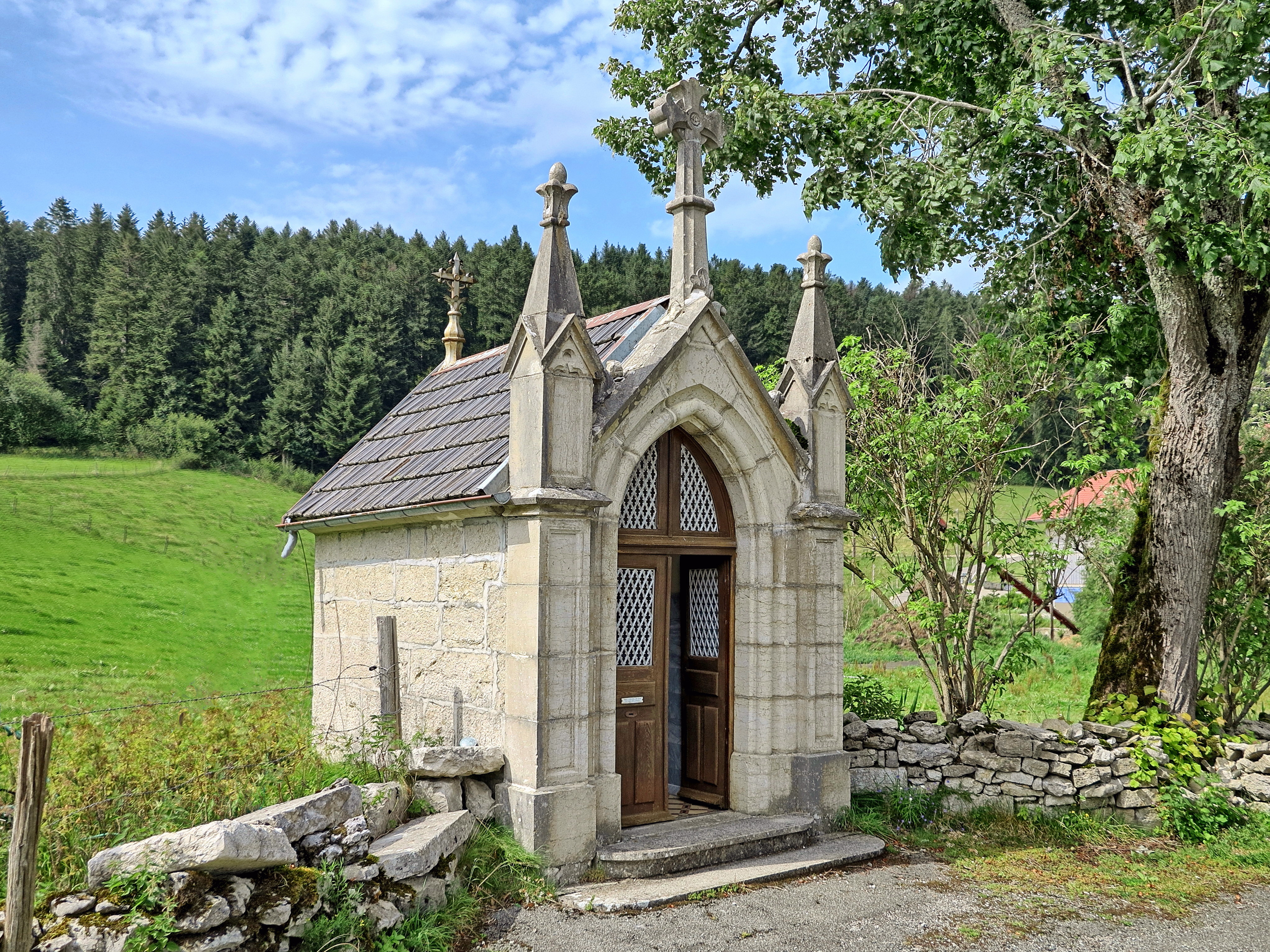
La chapelle Notre-Dame-de-Bon-Secours des Louisot.
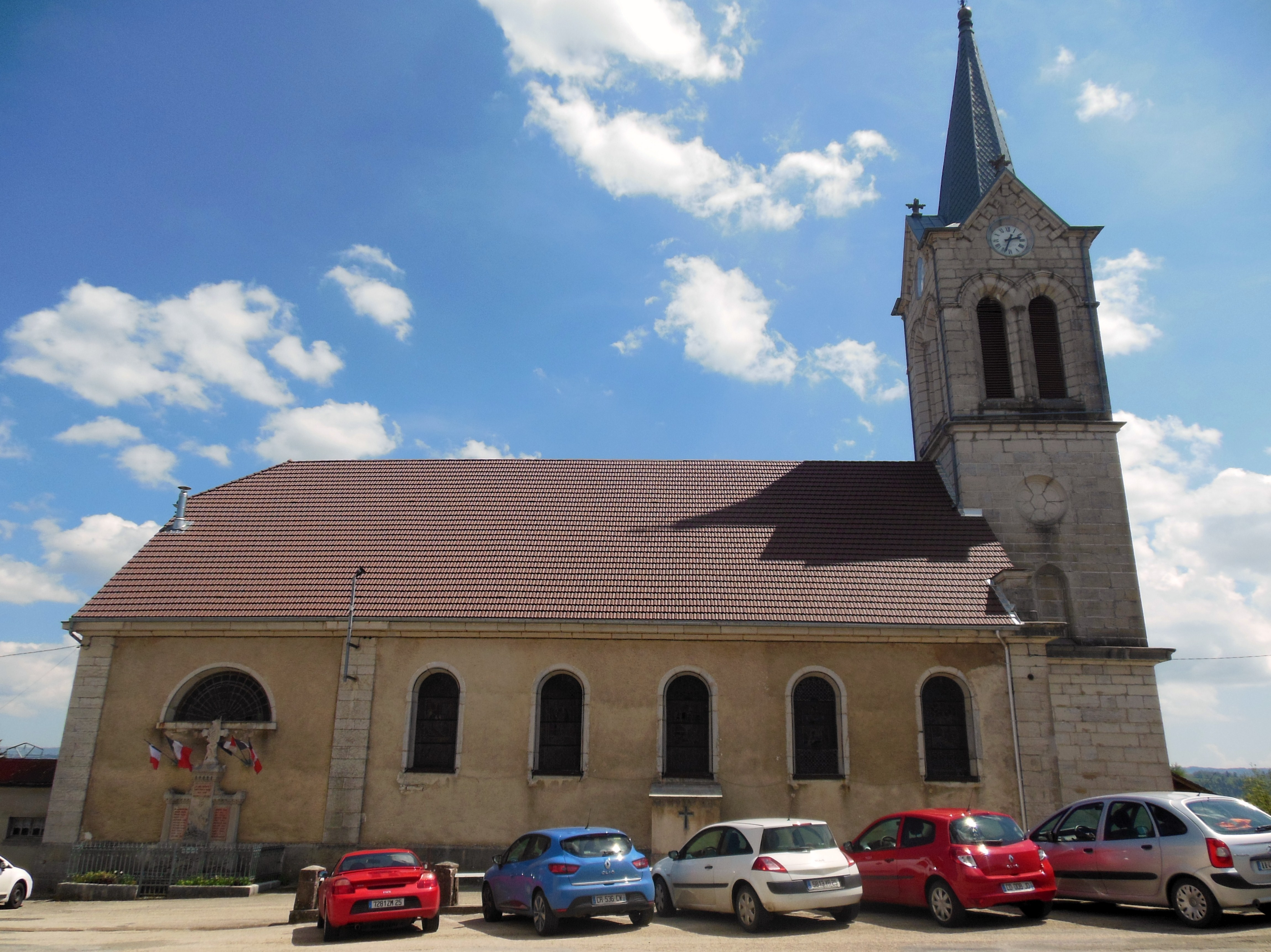
Eglise Notre-Dame-des-Victoires (XIXe siècle)
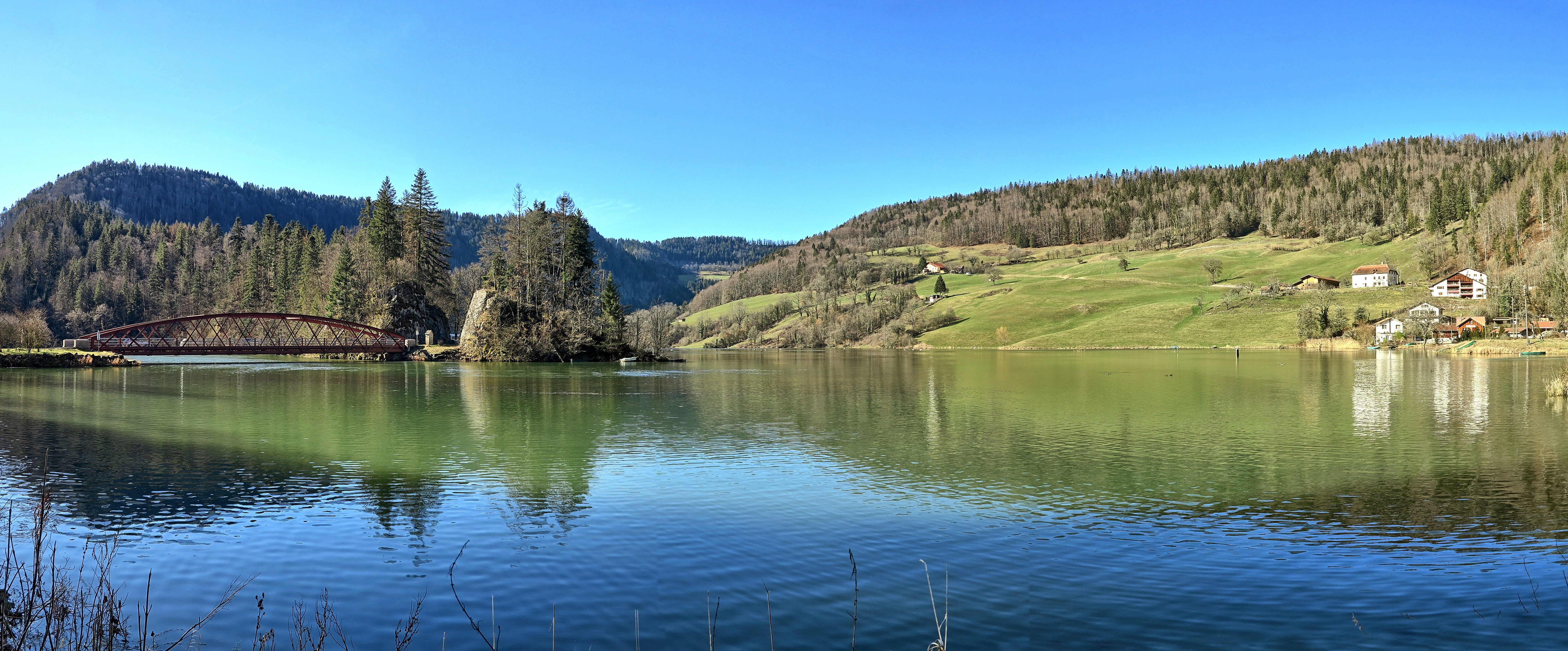
Le lac de Biaufond et le pont sur le Doubs.
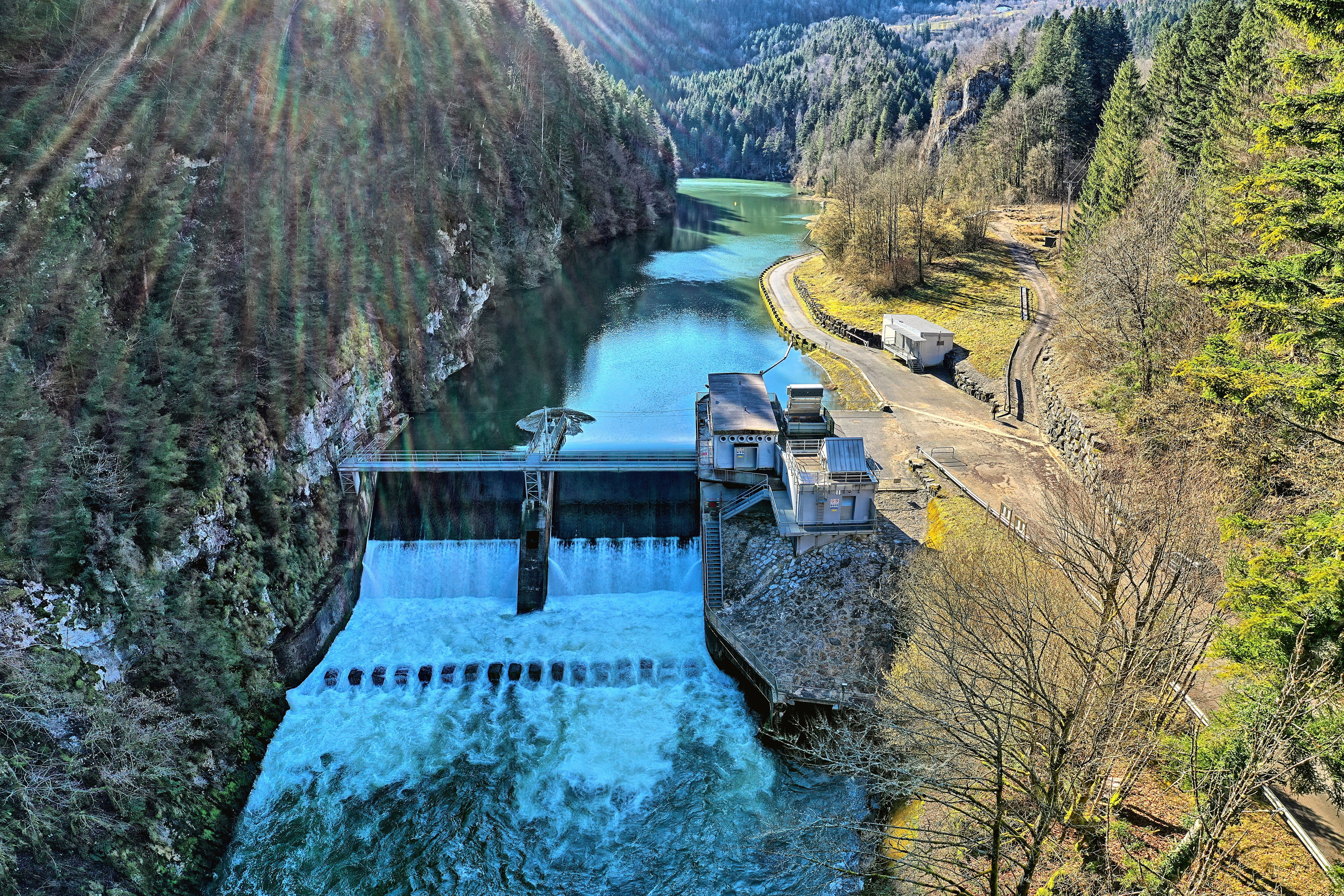
Le barrage du Refrain.
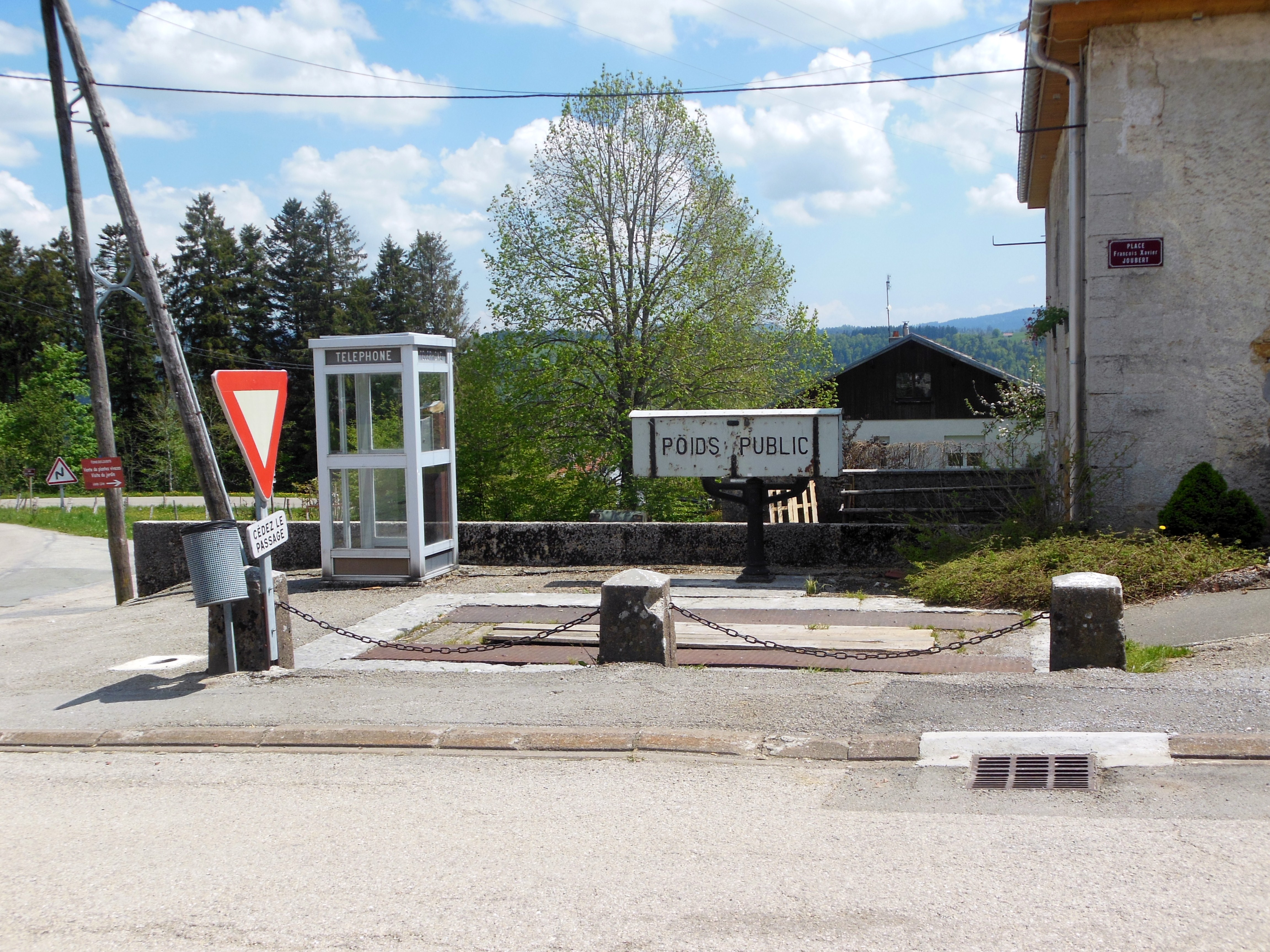
Bascule (XIXe siècle-XXe siècle)

## Personnalités liées à la commune
- Claude Bouhélier, des Louisots, qui battit les troupes de Bernard de Saxe-Weimar en 1639[23]. Il était issu de la famille Bouhélier de Cernay, anoblie par Charles Quint en 1533.
- Mgr Eugène Bouhélier (1860-1938), célèbre orateur, directeur de la mission d'École[24].
- Ulysse Robert (1845-1903), archiviste et historien, né à Fournet-Blancheroche.
- Le lieutenant-colonel Camille Loichot (1888-1945), commandant du 41e Régiment d'Infanterie (1940). Résistant à l'ORA, il est déporté à Dachau. Après la libération du camp en avril 1945, il rejoint la Première armée française ; malade du typhus contracté à Dachau, il meurt à l’hôpital militaire de Ravensbourg.
- Auguste Joubert (1903-1988), député du Doubs, questeur de l'Assemblée Nationale, puis président du Conseil général du Doubs.